# Edward Gordon Craig

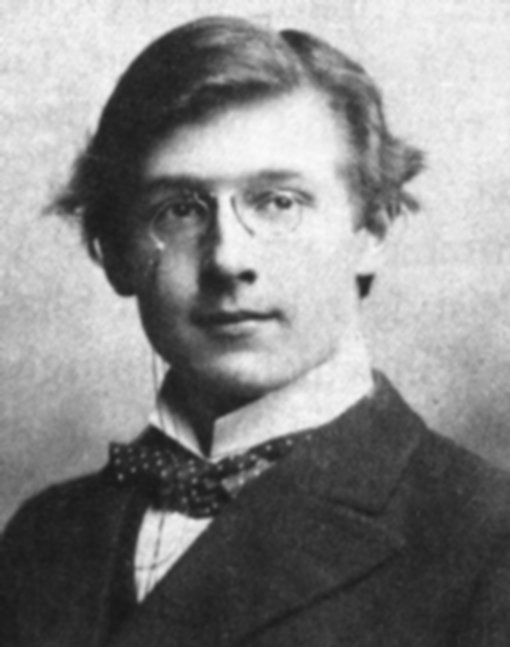
Edward Gordon Craig, ca. 1900

Edward Gordon Craig CH OBE, bürgerlich Edward Henry Gordon Godwin (* 16. Januar 1872 in Stevenage, Hertfordshire, England; † 29. Juli 1966 in Vence, Provence-Alpes-Côte d’Azur, Frankreich), war ein britischer Schauspieler, Regisseur, Bühnenbildner, Grafiker und Autor. Er gilt als einer der wichtigsten Theaterreformer des 20. Jahrhunderts.
Sein Name ist eng verbunden mit symbolistischen Strömungen im Theater der Jahrhundertwende, der Stilbühne. Das von ihm bereits 1905 entwickelte, 1908 in dem Aufsatz The Actor and the Über-Marionette beschriebene Konstrukt der Über-Marionette – einer überlebensgroßen unbelebten Figur, welche den Schauspieler in einem zukünftigen Theater ersetzen soll – setzte dem Realismus eine artifizielle Stilisierung entgegen. Er war  Herausgeber von The Mask (1908–1929) und The Marionnette (1918/1919) sowie Verfasser von Schriften zur Theorie des Theaters.

## Leben und Werk
Der Sohn von Ellen Terry und Edward William Godwin debütierte 1889 als Schauspieler in Henry Irvings Londoner Lyceum Theatre. Irving, einer der bekanntesten Schauspieler seiner Zeit, wurde für Craig zum großen Vorbild und prägte seine Auffassung von der Arbeit des Regisseurs. Nach mehreren Tourneen durch die englische Provinz begann Craig 1900 damit, selbst Regie zu führen. Es entstanden Inszenierungen von Henry Purcells Dido und Aenas und Georg Friedrich Händels Acis and Galatea für die Purcell Operatic Society. Während einer Reise nach Deutschland lernte er 1904 Harry Graf Kessler, der einer seiner wichtigsten Förderer wurde, und die Tänzerin Isadora Duncan kennen, 1905 auch den aufstrebenden Dramatiker und Schriftsteller Karl Gustav Vollmoeller. 1905 entsteht in Notizbüchern (den so genannten Über-Marions) die Vision eines internationalen Theaters der Über-Marionette, im selben Jahr wurde der Essay On the art of the theatre veröffentlicht. Pläne, die Über-Marionette auf der 3. Deutschen Kunstgewerbeausstellung in Dresden 1906 der Öffentlichkeit vorzustellen, scheiterten. 1907 ließ sich Craig in Florenz nieder, das später Zentrum seines Schaffens wurde. In der Nähe lebte auch Karl Gustav Vollmoeller. Der Kontakt zwischen Craig und Vollmoeller intensivierte sich zwischen 1907 und 1910. Ihr gemeinsames Thema waren die Marionette und die Pantomime. 1908 betraute Vollmoeller über seinen Freund Max Reinhardt Craig mit dem Entwurf eines Bühnenbilds für seine Bearbeitung der Orestie des Aischylos. Das Projekt scheiterte bald an der Unvereinbarkeit der Charaktere von Craig und Reinhardt. Während Vollmoeller 1911 sein Mirakel als wortloses Theaterstück erfolgreich von Max Reinhardt in London inszenieren ließ, scheiterte Craig 1913 mit seiner ähnlichen Inszenierung der Passion in Paris. In Florenz konnte er 1913 zusammen mit seiner Assistentin Dorothy Nevile Lees eine Theaterakademie in der verwaisten Arena Goldoni gründen. Unterrichtet werden im Rahmen einer ganzheitlichen Theaterausbildung die Prinzipien von Bewegung, Licht und die Arbeit mit den von Craig erfundenen Screens, monochrom bemalter Wandschirme in verschiedenen Größen, die variabel auf der Bühne angebracht und bewegt werden konnten. In Florenz erscheinen auch die beiden Theaterzeitschriften Craigs, The Mask und The Marionnette. Letztere beschäftigt sich ausschließlich mit Aspekten des Figurentheaters. Die Erstveröffentlichung von The Actor and the Über-Marionette erfolgte in der zweiten Ausgabe von The Mask von 1908. Nach der Schließung der Florentiner Schule mit Beginn des Ersten Weltkrieges verfasste Craig das Drama for Fools, einen Zyklus von Figurentheaterstücken. Die Zusammenarbeit mit Konstantin Stanislawski am Moskauer Hamlet von 1912 blieb seine letzte praktische Arbeit. Craig entwarf hier Bühnenbild und Kostüme. Towards a new theatre von 1913 mit seinen 40 Bühnenbildentwürfen zeugt davon. Seit Beginn der 1930er Jahre in Frankreich, wandte sich Craig gegen Ende seines Lebens der Theatergeschichte zu: Henry Irving (1930) ist eine Hommage an das Idol seiner Jugend, Ellen Terry and Her Secret Self (1931) zeichnet das Bild seiner Mutter und mit Index to the Story of My Days legte er 1957 seine Autobiographie vor. 1966 verstarb er im Alter von 94 Jahren.

## Zur Übermarionette
Der entscheidende Vorteil der Marionette gegenüber dem Schauspieler ist laut Craig die Tatsache, dass die Abwesenheit von Emotion und Egoismus letztlich eine intensivere Darstellung ermögliche, als ein Schauspieler je zu leisten imstande sei. Der Schlüssel zu den Prinzipien der Ästhetik der Über-Marionette liegt in der Aussage, dass Kunst nur vermittels hundertprozentiger Unterordnung der schöpferischen Mittel unter den Willen des Künstlers zustande kommen könne. Craig verurteilt konsequenterweise den Realismus als bloße Nachahmung ohne genuinen künstlerischen Ausdruck. Dem Schauspieler fehle sowohl die freie Verfügbarkeit über seine gestalterischen Mittel, als auch die Möglichkeit, unabhängig von bestimmten Vorbildern zu arbeiten, weswegen er nicht als Künstler gelten könne – die Konsequenz müsse sein, den Schauspieler von der Bühne zu verbannen und an seine Stelle die Über-Marionette treten zu lassen. Obgleich ältere Literatur dieses Konzept lediglich als Metapher für einen neu zu schaffenden Schauspielstil deutet, machen die Notizbücher Craigs doch klar, wie konkret die Idee einer Über-Marionette war: Zeichnungen zeigen Gestalten in langen, grauen Kostümen mit Masken, als Materialien führt Craig neben Pappmaché und Stoff auch Holz an.

## Ehrungen
- Ritter (frz. Chevalier) der Ehrenlegion.

## Filmografie
| - 1927: The Somme - 1928: Q-Ships - 1929: Down Channel - 1929: The Co-Optimists - 1931: Inquest - 1931: Jealousy - 1931: The Other Woman - 1931: The Wickham Mystery - 1932: Collision - 1932: The Callbox Mystery | - 1932: Threads - 1934: A Touching Story - 1934: Husbands Are So Jealous - 1934: Jade - 1934: Lipsky's Christmas Dinner - 1934: Off the Scent - 1934: The Ace of Trouble - 1934: The Crucifix - 1934: The End of the Act - 1934: The Greatest of These |

## Primärtexte
- Gordon Craig on movement and dance. Edited, and with an Introduction by Arnold Rood. New York 1977.
- On the art of the theatre. London 1962. (= Mercury Books. No. 27)
- Towards a new theatre. Forty designs for stage scenes with critical notes by the inventor Edward Gordon Craig. New York 1969.

## Sekundärliteratur
- Wild, Katharina: Schönheit. Die Schauspieltheorie Edward Gordon Craigs. Theater der Zeit.
- Bablet, Denis: Edward Gordon Craig. Köln/Berlin 1965. (= Collection Theater Werkbücher. Bd. 5)
- Craig, Edward: Gordon Craig. The Story of his Life. London : Gollancz, 1968
- Eynat-Confino, Irène: Beyond the Mask. Gordon Craig, Movement, and the Actor. Carbondale/Edwardsville 1987.
- Innes,  Christopher: Edward Gordon Craig: A Vision of Theatre (Contemporary Theatre Studies) (Taschenbuch), 2. erweiterte Auflage, London: Routledge, 1998, ISBN 90-5702-125-0
- Laksberg, Olaf: Marionette, che passione! Die Puppe im Werk von Gordon Craig. Beiträge zur Geschichte des Figurentheaters. München 1993. (= Münchener Universitätsschriften. Münchener Beiträge zur Theaterwissenschaft. Bd. 18)
- Löffler, Peter: Gordon Craigs frühe Versuche zur Überwindung des Bühnenrealismus, Theaterverlag, Bern 1969.
- Nash, George: Edward Gordon Craig. 1872–1966. London 1967.
- Rose, Enid: Gordon Craig and the theatre. A record and an interpretation. London 1931.
- Spieckermann, Thomas: Edward Gordon Craig and his Concept of the Übermarionetten-Theater. Marburg 1994.
- Spieckermann, Thomas: The world lacks and needs a Belief. Untersuchungen zur metaphysischen Ästhetik der Theaterprojekte Edward Gordon Craigs von 1905 bis 1918. Trier 1998. (= Prospekte. Studien zum Theater. Bd. 3)
- Fritthum, Michael: "Ich begann Träume zu träumen". Beobachtungen zur Aufnahme von Edward Gordon Craig in Wien – Rezension einer nicht erfolgten Rezeption. Uni Wien 2002.